# Louis Scott
Henry Louis Scott (ur. 16 listopada 1889 w Paterson, zm.w czerwcu 1960 w Cherry Hill) – amerykański lekkoatleta specjalizujący się w biegach długodystansowych, złoty medalista olimpijski.
W 1911 zdobył tytuł mistrza Stanów Zjednoczonych w biegu na 15 kilometrów. W 1912 uczestniczył w letnich igrzyskach olimpijskich w Sztokholmie, zdobywając złoty medal w biegu drużynowym na dystansie 3000 metrów. Startował również w biegach na 5000 m i 10 000 m (w obu nie będąc sklasyfikowanym) oraz w biegu przełajowym, w którym zajął 24. miejsce.
Rekordy życiowe:
- bieg na 5000 metrów – 15:06,4 – 1912
- bieg na 10 000 metrów – 34:14,2 – 1912